# Боделе
Боделе (на френски: Dépression du Bodélé)  е падина (депресия) в южната, централна част на Сахара, заемаща североизточната част на голямата Чадска котловина, разположена в югозападната част на региона Борку-Енеди-Тибести на Република Чад. На североизток граничи с пустинната област Борку, на запад и северозапад – до пясъчната пустиня Голям ерг Билма, а на изток и юг съответно до пясъчните пустини Джураб и Канем. От запад на изток дължината ѝ е около 330 km, а максималната ширина в средните ѝ части е до 175 km. Най-ниската ѝ точка се намира на 155 m н.в. Покрита е със солончаци и пясъци. В падината Боделе се вливат периодически или временно напълващи се с вода след поройни дъждове реки, стичащи се от планината Тибести на север и платото Еннеди на изток. В югоизточната ѝ част се влива временната река Ел Газал, имаща подземно подхранване от езерото Чад само по време на неговото най-високо ниво. През холоцена сегашната падина е била най-дълбокото място на огромното (над 400 000 km²) древно езеро Мега Чад, което след засушаването на климата е изчезнало и от него е останало само съвременното езеро Чад. Падината Боделе притежава големи запаси от грунтови (подземни) води, които чрез кладенци се вадят на повърхността в малкото на брой оазиси.